# Simon Jaunin
Simon Jaunin, né en 1971 à Lausanne, est un musicien baryton-basse et acteur vaudois.

## Biographie
Simon Jaunin apprend le chant auprès d'Isabel Balmori dès ses dix-sept ans. Il commence toutefois des études de sociologie avant de se lancer véritablement dans l'art de la musique vocale. Le jeune homme reçoit, en 1993, la bourse Bonnardel pour terminer ses cursus de musique et de sociologie. Au Conservatoire de Genève, il obtient en 1994 un diplôme de fin d'études professionnelles dans la classe de chant d'Eric Tappy, avant de partir suivre l'enseignement de Juliette Bise à Berne et de Heidi Wölnerhansen à Bâle. Enfin, la liste de ces professeurs est complétée par Elisabeth Schwarzkopf, auprès de laquelle il suit différentes master class en Allemagne.
Simon Jaunin intègre l'Opéra studio international de Zurich en 1998, où il reste pendant deux ans, avant d'être engagé à l'Opéra de Lucerne en 2000. Dans ces deux institutions, il se produit à la fois en concert et à l'opéra, jouant sous la conduite de chefs tels que Paolo Carigiani, Jonathan Nott, Jonathan Darlington ou Michel Corboz. Son registre comprend les voix de basse et de baryton, aussi retrouve-t-on Simon Jaunin dans des rôles tels que Papageno (La Flûte Enchantée de Mozart) ; Dr Falk (La Chauve-Souris de Richard Strauss) ; Schaunard (La Bohème de Puccini) ; ou Gregorio dans le Roméo et Juliette de Gounod. Des prestations scéniques réussies le conduisent enfin à se produire au théâtre, en tant qu'acteur, notamment dans les rôles de Syrian dans Salomé d'Oscar Wilde, de Dorante dans le Bourgeois Gentilhomme de Molière au Luzernertheater ou, en 2006, au théâtre Samovar de Paris, dans une pièce de Juan Cocho intitulée L'esprit effleuré.
Particulièrement attiré par la scène, Simon Jaunin travaille également comme compositeur et metteur en scène. il crée ainsi en 2007 la musique du spectacle 38.4 présenté au festival Artdanthé au Théâtre de Vanves et à Lille. Il assiste également la chorégraphe Reinhild Hoffmann dans sa mise en scène du Tristan et Isolde de Wagner à l'Opéra de Brême en 2007. Enfin, en 2009, il revient en Suisse pour interpréter le rôle de Pâris dans le Roméo et Juliette de Shakespeare au Théâtre populaire romand et au Théâtre du Loup.

## Sources
- « Simon Jaunin », sur la base de données des personnalités vaudoises sur la plateforme « Patrinum » de la Bibliothèque cantonale et universitaire de Lausanne.
- Matin dimanche, 1993/06/27, p. 9
- Sciarrino, Salvatore, Luci mie traditrici: opera in due atti, [S.l.], Kairos, 2001, cote BCUL: DCR 5481
- Spoerri, Bruno, Etude aux usines à fer: hommage à Pierre Schaeffer
- De - in - Formation, Lausanne : Association suisse des musiciens, 1999, cote BCUL: DCR 3702.